# Arthrotus fulvus
Arthrotus fulvus es un coleóptero de la familia Chrysomelidae. Fue descrita científicamente por primera vez en 1938 por Chujo.